# راز الاصفهاني
راز الاصفهاني (ت. 1180 هـ) هو شاعر ، من أهل اصفهان.
هو نوازش خان بن علي مردان خان الإصفهاني، الملقّب بمير ميران (أمير الأمراء) ، المشتهر براز. توفي في بنگاله في السادس من ربيع الأول سنة 1180 هـ. له ديوان شعر.